# الإصلاح العاجل
الإصلاح العاجل أو التحديث الهندسي للإصلاح السريع (تحديث QFE)  عبارة عن حزمة تراكمية مفردة تتضمن معلومات (غالبًا في شكل ملف واحد أو أكثر) تُستخدم لمعالجة مشكلة في منتج برنامج (على سبيل المثال، خطأ في البرنامج).  عادةً ما يتم إجراء الإصلاحات العاجلة للتعامل مع موقف عميل معين.
يشير مصطلح «الإصلاح العاجل» في الأصل إلى تصحيحات البرامج التي تم تطبيقها على الأنظمة «الساخنة»: تلك التي تعمل حاليًا وفي حالة الإنتاج بدلاً من حالة التطوير. بالنسبة للمطور، يشير الإصلاح العاجل إلى أن التغيير ربما تم إجراؤه بسرعة وخارج عمليات التطوير والاختبار العادية. قد يؤدي ذلك إلى زيادة تكلفة الإصلاح من خلال طلب التطوير السريع أو العمل الإضافي أو الإجراءات العاجلة الأخرى. بالنسبة للمستخدم، يمكن اعتبار الإصلاح العاجل أكثر خطورة أو أقل احتمالية لحل المشكلة. قد يتسبب هذا في خسارة فورية للخدمات، لذلك اعتمادًا على شدة الخطأ، قد يكون من المرغوب فيه تأخير الإصلاح العاجل. ويجب الموازنة بين مخاطر تطبيق الإصلاح العاجل وخطر عدم القيام بذلك تطبيقه، لأن المشكلة التي سيتم إصلاحها قد تكون حرجة للغاية بحيث يمكن اعتبارها أكثر أهمية من احتمال فقدان الخدمة (على سبيل المثال، خرق أمني كبير).
يمكن رؤية استخدام مماثل للمصطلحات في محركات الأقراص القابلة للتبديل السريع. من المحتمل أن يرجع الاستخدام الأحدث للمصطلح إلى قيام بائعي البرامج بالتمييز بين الإصلاح العاجل والتصحيح.

## التفاصيل
قد تحتوي حزمة الإصلاحات الجديدة على العديد من إصلاحات الأخطاء «المضمنة»، مما يزيد من مخاطر الانحدار المحتمل. إصلاح الخلل المضمن هو إصلاح أخطاء برمجية ليس الهدف الرئيسي لتصحيح البرنامج، بل هو التأثير الجانبي له. لهذا السبب، تقدم بعض المكتبات الخاصة بالتحديثات التلقائية مثل (تحديثات ستابل) أيضًا ميزات لإلغاء تثبيت الإصلاحات المطبقة إذا لزم الأمر.
توفر معظم أنظمة التشغيل الحديثة والعديد من البرامج المستقلة إمكانية تنزيل الإصلاحات وتطبيقها تلقائيًا. بدلاً من إنشاء هذه الميزة من البداية، قد يختار المطور استخدام حزمة خاصة (مثل RTP باتش) أو حزمة مفتوحة المصدر (مثل تحديثات ستابل وجوبداتر) التي توفر المكتبات والأدوات المطلوبة.
يوجد أيضًا عدد من برامج الجهات الخارجية للمساعدة في تثبيت الإصلاحات العاجلة على أجهزة متعددة في نفس الوقت. تساعد منتجات البرامج هذه أيضًا المسؤول عن طريق إنشاء قائمة بالإصلاحات العاجلة المثبتة بالفعل على أجهزة متعددة.

## تعريف خاص بالبائع

### مايكروسوفت
استخدمت مايكروسوفت ذات مرة المصطلحين «الإصلاح العاجل» أو "QFE"  ولكنها توقفت لصالح المصطلحات الجديدة إما يتم تسليم التحديثات في قناة إصدار التوزيع العام (GDR) أو قناة الإصدار المحدود للتوزيع (LDR). هذا الأخير مرادف لـ QFE. تتلقى تحديثات GDR اختبارات مكثفة بينما تهدف تحديثات LDR إلى إصلاح مشكلة معينة في منطقة صغيرة ولا يتم إصدارها لعامة الناس. قد يتم تلقي تحديثات GDR من خدمة ويندوز أبديت أو مركز التنزيل لـ مايكروسوفت ولكن يجب استلام تحديثات LDR عبر دعم مايكروسوفت.

### بليزارد إنترتينمنت
تمتلك شركة الألعاب بليزارد إنترتينمنت استخدامات مختلفة لمصطلح الإصلاح العاجل لألعابها، بما في ذلك وورلد أوف ووركرافت وديابلو 3:
الإصلاح العاجل هو تغيير تم إجراؤه على اللعبة يعتبر بالغ الأهمية بحيث لا يمكن تأجيله حتى تصحيح المحتوى العادي. تتطلب الإصلاحات العاجلة فقط تغييرًا من جانب الخادم بدون تنزيل ويمكن تنفيذها بدون توقف أو إعادة تشغيل قصيرة للعوالم.